# Llista d'especialitats 23 de la Nomenclatura de la UNESCO
Llista d'especialitats del camp 23 (Química) de la Nomenclatura de la UNESCO:
| Disciplina                  | Codi      | Especialitat                                                     |
| --------------------------- | --------- | ---------------------------------------------------------------- |
| 2301 Química analítica      | 2301.01   | Espectroscòpia d'absorció (vegeu 2209.01)                        |
| 2301 Química analítica      | 2301.02   | Anàlisi bioquímica                                               |
| 2301 Química analítica      | 2301.03   | Anàlisi cromatogràfica                                           |
| 2301 Química analítica      | 2301.04   | Anàlisi electroquímica                                           |
| 2301 Química analítica      | 2301.05   | Espectroscòpia d'emissió (vegeu 2209.04)                         |
| 2301 Química analítica      | 2301.06   | Fluorimetria                                                     |
| 2301 Química analítica      | 2301.07   | Gravimetria                                                      |
| 2301 Química analítica      | 2301.08   | Espectroscòpia d'infraroigs                                      |
| 2301 Química analítica      | 2301.09   | Espectroscòpia de la ressonància magnètica                       |
| 2301 Química analítica      | 2301.09-1 | Estructura de polipèptids i proteïnes                            |
| 2301 Química analítica      | 2301.10   | Espectroscòpia de masses                                         |
| 2301 Química analítica      | 2301.11   | Anàlisi microquímica                                             |
| 2301 Química analítica      | 2301.12   | Microscòpia (vegeu 2209.12)                                      |
| 2301 Química analítica      | 2301.13   | Espectroscòpia de microones                                      |
| 2301 Química analítica      | 2301.14   | Fosforimetria                                                    |
| 2301 Química analítica      | 2301.15   | Anàlisi de polímers (vegeu 2304.16)                              |
| 2301 Química analítica      | 2301.16   | Anàlisi radioquímica                                             |
| 2301 Química analítica      | 2301.17   | Espectroscòpia Raman                                             |
| 2301 Química analítica      | 2301.18   | Mètodes analítics tèrmics                                        |
| 2301 Química analítica      | 2301.19   | Volumetria                                                       |
| 2301 Química analítica      | 2301.20   | Espectroscòpia de raigs X                                        |
| 2301 Química analítica      | 2301.99   | Altres (especifiqueu)                                            |
| 2302 Bioquímica             | 2302.01   | Alcaloides                                                       |
| 2302 Bioquímica             | 2302.02   | Aminoàcids                                                       |
| 2302 Bioquímica             | 2302.03   | Antimetabòlics                                                   |
| 2302 Bioquímica             | 2302.04   | Genètica bioquímica                                              |
| 2302 Bioquímica             | 2302.05   | Biosíntesi                                                       |
| 2302 Bioquímica             | 2302.06   | Quimioteràpia                                                    |
| 2302 Bioquímica             | 2302.07   | Química clínica                                                  |
| 2302 Bioquímica             | 2302.08   | Coenzims                                                         |
| 2302 Bioquímica             | 2302.09   | Enzimologia                                                      |
| 2302 Bioquímica             | 2302.10   | Olis esencials                                                   |
| 2302 Bioquímica             | 2302.11   | Àcids grassos                                                    |
| 2302 Bioquímica             | 2302.12   | Fermentació (vegeu 3302.02 i 3309.01)                            |
| 2302 Bioquímica             | 2302.13   | Regulació por retroalimentació                                   |
| 2302 Bioquímica             | 2302.14   | Glúcids (vegeu 2304.19, 2306.06 i 3309.26)                       |
| 2302 Bioquímica             | 2302.15   | Hormones                                                         |
| 2302 Bioquímica             | 2302.15-1 | Hormones d'insectes                                              |
| 2302 Bioquímica             | 2302.16   | Immunoquímica (vegeu 2412.07, 3207.10 i 3208.05)                 |
| 2302 Bioquímica             | 2302.17   | Metabolisme intermedi                                            |
| 2302 Bioquímica             | 2302.18   | Lípids (vegeu 3309.28)                                           |
| 2302 Bioquímica             | 2302.19   | Processos metabòlics                                             |
| 2302 Bioquímica             | 2302.20   | Química microbiològica (vegeu 3302.03)                           |
| 2302 Bioquímica             | 2302.21   | Biologia molecular (vegeu 2415)                                  |
| 2302 Bioquímica             | 2302.22   | Farmacologia molecular (vegeu 3209)                              |
| 2302 Bioquímica             | 2302.23   | Àcids nucleics                                                   |
| 2302 Bioquímica             | 2302.24   | Pèptids                                                          |
| 2302 Bioquímica             | 2302.24-1 | Síntesi de pèptids                                               |
| 2302 Bioquímica             | 2302.25   | Fotosíntesi                                                      |
| 2302 Bioquímica             | 2302.26   | Bioquímica física                                                |
| 2302 Bioquímica             | 2302.27   | Proteïnes (vegeu 2304.18 i 3309.2l)                              |
| 2302 Bioquímica             | 2302.28   | Midó (vegeu 3309.24)                                             |
| 2302 Bioquímica             | 2302.29   | Esteroides (vegeu 2306.17)                                       |
| 2302 Bioquímica             | 2302.30   | Terpens                                                          |
| 2302 Bioquímica             | 2302.31   | Oligoelements (vegeu 3206.14)                                    |
| 2302 Bioquímica             | 2302.32   | Vitamines (vegeu 3206.15)                                        |
| 2302 Bioquímica             | 2302.33   | Ceres                                                            |
| 2302 Bioquímica             | 2302.90   | Química i bioquímica d'aliments                                  |
| 2302 Bioquímica             | 2302.90-1 | Productes làctics                                                |
| 2302 Bioquímica             | 2302.90-2 | Pigments                                                         |
| 2302 Bioquímica             | 2302.90-3 | Lípids                                                           |
| 2302 Bioquímica             | 2302.91   | Química de macromolècules biològiques                            |
| 2302 Bioquímica             | 2302.92   | Bioquímica vegetal                                               |
| 2302 Bioquímica             | 2302.99   | Altres (especifiqueu)                                            |
| 2303 Química inorgànica     | 2303.01   | Química dels actínids                                            |
| 2303 Química inorgànica     | 2303.02   | Terres alcalines                                                 |
| 2303 Química inorgànica     | 2303.03   | Elements alcalins                                                |
| 2303 Química inorgànica     | 2303.04   | Compost de bor                                                   |
| 2303 Química inorgànica     | 2303.05   | Carboni                                                          |
| 2303 Química inorgànica     | 2303.06   | Compostos de clor                                                |
| 2303 Química inorgànica     | 2303.07   | Compostos de coordinació                                         |
| 2303 Química inorgànica     | 2303.08   | Compostos deficients (d'electrons)                               |
| 2303 Química inorgànica     | 2303.09   | Elements electropositius                                         |
| 2303 Química inorgànica     | 2303.10   | Compostos de fluor                                               |
| 2303 Química inorgànica     | 2303.11   | Germani                                                          |
| 2303 Química inorgànica     | 2303.12   | Grafit                                                           |
| 2303 Química inorgànica     | 2303.13   | Halògens                                                         |
| 2303 Química inorgànica     | 2303.14   | Hidrogen                                                         |
| 2303 Química inorgànica     | 2303.15   | Hidrurs                                                          |
| 2303 Química inorgànica     | 2303.16   | Mecanismes de les reaccions inorgàniques                         |
| 2303 Química inorgànica     | 2303.17   | Compostos de plom                                                |
| 2303 Química inorgànica     | 2303.18   | Metalls                                                          |
| 2303 Química inorgànica     | 2303.19   | Alquils metàl·lics                                               |
| 2303 Química inorgànica     | 2303.20   | Compostos del nitrogen                                           |
| 2303 Química inorgànica     | 2303.21   | Compostos organometàl·lics (vegeu 2306.11)                       |
| 2303 Química inorgànica     | 2303.21-1 | Síntesi de nous materials a partir de compostos organometàl·lics |
| 2303 Química inorgànica     | 2303.22   | Compostos de fòsfor                                              |
| 2303 Química inorgànica     | 2303.23   | Química dels pigments                                            |
| 2303 Química inorgànica     | 2303.24   | Terres rares                                                     |
| 2303 Química inorgànica     | 2303.25   | Compostos de sodi                                                |
| 2303 Química inorgànica     | 2303.26   | Estructura dels compostos inorgànics                             |
| 2303 Química inorgànica     | 2303.27   | Compostos de sofre                                               |
| 2303 Química inorgànica     | 2303.28   | Elements sintètics                                               |
| 2303 Química inorgànica     | 2303.29   | Elements de transició                                            |
| 2303 Química inorgànica     | 2303.30   | Elements transurànids                                            |
| 2303 Química inorgànica     | 2303.31   | Química de l'aigua (vegeu 2508.11)                               |
| 2303 Química inorgànica     | 2303.99   | Altres (especifiqueu)                                            |
| 2304 Química macromolecular | 2304.01   | Plàstics cel·lulars                                              |
| 2304 Química macromolecular | 2304.02   | Cel·lulosa                                                       |
| 2304 Química macromolecular | 2304.03   | Polímers compostos                                               |
| 2304 Química macromolecular | 2304.04   | Elastòmers                                                       |
| 2304 Química macromolecular | 2304.05   | Gomes                                                            |
| 2304 Química macromolecular | 2304.06   | Polímers d'alt pes molecular                                     |
| 2304 Química macromolecular | 2304.07   | Polímers inorgànics                                              |
| 2304 Química macromolecular | 2304.08   | Macromolècules                                                   |
| 2304 Química macromolecular | 2304.09   | Modificació de macromolècules                                    |
| 2304 Química macromolecular | 2304.10   | Química dels monòmers                                            |
| 2304 Química macromolecular | 2304.11   | Fibres naturals                                                  |
| 2304 Química macromolecular | 2304.12   | Polímer reticulats                                               |
| 2304 Química macromolecular | 2304.13   | Polielectrolits                                                  |
| 2304 Química macromolecular | 2304.14   | Polièsters                                                       |
| 2304 Química macromolecular | 2304.15   | Polietilè                                                        |
| 2304 Química macromolecular | 2304.16   | Anàlisi de polímers (vegeu 2301.15)                              |
| 2304 Química macromolecular | 2304.17   | Polímers en forma dispersa                                       |
| 2304 Química macromolecular | 2304.18   | Polipèptids i proteïnes (vegeu 2302.27)                          |
| 2304 Química macromolecular | 2304.19   | Polisacàrids (vegeu 2302.14 i 2302.28)                           |
| 2304 Química macromolecular | 2304.20   | Poliestirè                                                       |
| 2304 Química macromolecular | 2304.21   | Poliuretans                                                      |
| 2304 Química macromolecular | 2304.22   | Estabilitat de les macromolècules                                |
| 2304 Química macromolecular | 2304.23   | Síntesi de les macromolècules                                    |
| 2304 Química macromolecular | 2304.24   | Fibres sintètiques                                               |
| 2304 Química macromolecular | 2304.99   | Altres (especifiqueu)                                            |
| 2304 Química macromolecular | 2304.00   | Classificació de reaccions inorgàniques                          |
| 2305 Química nuclear        | 2305.01   | Química d'àtoms radioactius                                      |
| 2305 Química nuclear        | 2305.02   | Isòtops traçadors                                                |
| 2305 Química nuclear        | 2305.03   | Molècules marcades                                               |
| 2305 Química nuclear        | 2305.04   | Química de la radiació                                           |
| 2305 Química nuclear        | 2305.05   | Radioquímica                                                     |
| 2305 Química nuclear        | 2305.06   | Radioisòtops (vegeu 2207.13)                                     |
| 2305 Química nuclear        | 2305.07   | Separació d'isòtops (vegeu 2207.13)                              |
| 2305 Química nuclear        | 2305.99   | Altres (especifiqueu)                                            |
| 2306 Química orgànica       | 2306.01   | Hidrocarburs alifàtics                                           |
| 2306 Química orgànica       | 2306.02   | Hidrocarburs aromàtics                                           |
| 2306 Química orgànica       | 2306.03   | Derivats del benzè                                               |
| 2306 Química orgànica       | 2306.04   | Química dels compostos bicíclics                                 |
| 2306 Química orgànica       | 2306.05   | Química dels carbanions                                          |
| 2306 Química orgànica       | 2306.06   | Química dels carbohidrats (vegeu 2302.14)                        |
| 2306 Química orgànica       | 2306.07   | Química del carboni                                              |
| 2306 Química orgànica       | 2306.08   | Química dels colorants (vegeu 3309.21)                           |
| 2306 Química orgànica       | 2306.09   | Radicals lliures (vegeu 2206.01)                                 |
| 2306 Química orgànica       | 2306.10   | Compostos heterocíclics                                          |
| 2306 Química orgànica       | 2306.11   | Compostos organometàl·lics                                       |
| 2306 Química orgànica       | 2306.12   | Química dels organofosforats                                     |
| 2306 Química orgànica       | 2306.13   | Química dels organosilícics                                      |
| 2306 Química orgànica       | 2306.14   | Química dels organosulfurats                                     |
| 2306 Química orgànica       | 2306.15   | Mecanismes de reacció                                            |
| 2306 Química orgànica       | 2306.16   | Estereoquímica i anàlisi conformacional                          |
| 2306 Química orgànica       | 2306.17   | Química dels esteroides (vegeu 2302.29)                          |
| 2306 Química orgànica       | 2306.18   | Estructura de molècules orgàniques                               |
| 2306 Química orgànica       | 2306.90   | Química de productes naturals orgànics                           |
| 2306 Química orgànica       | 2306.91   | Síntesi i estructura de productes naturals                       |
| 2306 Química orgànica       | 2306.99   | Altres (especifiqueu)                                            |
| 2307 Química física         |           | (vegeu 2210)                                                     |
| 1199 Altres (especifiqueu)  |           |                                                                  |